# Vladislav Vančura
Vladislav Vančura (ur. 23 czerwca 1891 w Háj, zm. 1 czerwca 1942 w Pradze) – czeski pisarz, dramaturg, reżyser filmowy i scenarzysta, z zawodu lekarz.

## Życiorys
Urodzony we wsi Háj koło Opawy (Śląsk Czeski) w inteligenckiej rodzinie protestancko-katolickiej. Za młodu miał kłopoty z nauką, z trudem poddając się rygorom programu szkolnego i dyscypliny. Krótkotrwale skłaniał się ku karierze artystycznej, zafascynowany malarstwem. Początkowo studiował prawo, po ciężkiej chorobie matki podjął studia medyczne. Po ukończeniu fakultetu pracował jako lekarz w Zbrasławiu.
Od roku 1919 publikował w czasopismach „Červen”, „Kmet”, „Host” i „Panorama”. Był recenzentem teatralnym w dzienniku „České slovo” (1919–1920), a później „Československá samostatnost” (1924). Od r. 1920 członek i pierwszy przewodniczący ugrupowania „Devětsil” m.in. propagującego specyficznie czeski kierunek literacki – poetyzm. Był także przewodniczącym zrzeszenia filmowców czeskich.
W latach 1921–1929 należał do Czechosłowackiej Partii Komunistycznej, z której wystąpił po narzuceniu jej stalinowskiego kierownictwa Klementa Gottwalda. Związany nadal z lewicą, podczas okupacji prowadził (od jesieni 1939) literacką sekcję nielegalnej organizacji konspiracyjnej „Výbor inteligence” podlegającej komunistom. Aresztowany przez gestapo w maju 1942 i torturowany, został rozstrzelany na strzelnicy w praskich Kobylisach podczas tzw. heydrichiady (terrorystycznej akcji odwetowej Niemców po zamachu na R. Heydricha – protektora Czech i Moraw).
Pośmiertnie nagrodzony tytułem „twórcy narodowego” (1946) oraz odznaczony Orderem Lwa Białego „Za zwycięstwo” i czechosłowackim Krzyżem Walecznych 1939, a w r. 1992 – Orderem T. Masaryka I klasy. Upamiętniony pomnikiem w rodzinnej miejscowości i przyznaniem honorowego obywatelstwa gminy (1995).

## Twórczość literacka
Początkowo pozostawał pod wpływem ekspresjonizmu. Z witalizmem łączył skłonność do groteski. Awangardowy stosunek do rzeczywistości wyrażał jednak najbardziej przez eksperymentatorstwo formalne. Ustawicznie poszukiwał nowych środków wyrazu, czego efektem jest specyficzny, niezwykle bogaty język (zarówno leksyka, jak i składnia) jego utworów, sprawiający istotną trudność w przekładach. Mimo to twórczość jego przetłumaczono na kilkanaście języków obcych – poza najważniejszymi językami zachodnimi i rosyjskim, także m.in. na włoski, duński, bułgarski, estoński i litewski. Poszukując nowych dróg sztuki, sięgał również do filmu – pisał scenariusze i sam reżyserował.

### Powieści
- Pekař Jan Marhoul (1924) – (wyd. polskie: Piekarz Jan Marhoul, 1927, tłum. Stanisław Alberti[2])
- Pole orná a válečná (1925) – złożona z epizodów historia napisana pod wpływem wydarzeń I wojny światowej, w której autor przeciwstawia sobie dwa światy: spokojną wieś i pole bitwy
- Rozmarné léto (1926) – (wyd. polskie: Kapryśne lato, 1964, tłum. Józef Waczków), sfilmowana przez Jiříego Menzla (1968)
- Poslední soud (1929)
- Hrdelní pře anebo přísloví (1930) – opowieść na tle problematyki winy i kary ; przyjaciele podczas spotkania w piwiarni usiłują rozwikłać sprawę morderstwa (wyd. polskie: Gardłowa sprawa albo Przysłowia,1976)
- Markéta Lazarová (1931) – (wyd. polskie: Małgorzata, córka Łazarza, 1963), sfilmowana przez Františka Vláčila (1967)
- Útěk do Budína (1932), sfilmowana przez Miloslava Luthra (2002)
- Konec starých časů (1934) – (wyd. polskie: Koniec starych czasów, 1948, 1972), sfilmowana przez Jiříego Menzla (1989)
- Tři řeky (1936)
- Rodina Horváthova (1938)
- Obrazy z dějin národa českého (1939–1940)

### Opowiadania
- Amazonský proud (1923)
- Dlouhý, Široký a Bystrozraký (1924)
- Luk královny Dorotky (1934) – sfilmowane przez Jana Schmidta (1970)
- Občan Don Quijote (wyd. 1961 pt. Občan Don Quijote a jiné prózy)
- Kněz Gudari – dziennik roboczy
- Kosmas (wyd. pośmiertne 1962)
- Kubula a Kuba Kubikula (1931) – opowiastka dla dzieci

W Polsce wydano osobny zbiór zatytułowany Opowieści przekorne (Państw. Inst. Wyd., Warszawa 1978)

### Dramaty
- Učitel a žák (1927)
- Nemocná divka (1928)
- Alchymista (1932)
- Jezero Ukereve (1935)
- Josefína (1941)
- Pražský žid (pośmiertnie)

Z twórczości beletrystycznej pośmiertnie ukazały się również: Vědomi souvislosti (1958); Hry (1959); Řád nové tvorby (1972).

## Filmografia
- Před maturitou (1932)
- Na sluneční straně (1933)
- Marijka nevěrnice (1934)
- Naši furianti (1935)
- Láska a lidé (1937)
- Nikola Šuhaj lupežník